# François Catrou
François Catrou, né le 8 décembre 1659 à Paris où il est mort le 18 octobre 1737, est un jésuite, historien et traducteur français.

## Biographie
Fils d'un secrétaire de Louis XIV, il entre à l'âge de dix-huit ans dans l'ordre des Jésuites et se fait connaître pour ses prédications. Il est l'un des fondateurs en 1701 du Journal de Trévoux, dont il est pendant douze ans l'un des principaux rédacteurs. Il publie parallèlement deux ouvrages controversés sur les anabaptistes et les « trembleurs » ou quakers, ainsi qu'une histoire de l'Empire moghol d'après le voyageur vénitien Niccolao Manucci, traduite en italien en 1751, puis en anglais en 1826, et une vaste histoire de l'Empire romain en 21 volumes, traduite en italien et en anglais dans les années 1730. Ce dernier ouvrage, qui s'accompagne de notes critiques et géographiques de Pierre-Julien Rouillé, est à la fois critiqué pour son style pompeux et apprécié pour la qualité de ses recherches. Catrou est connu par ailleurs pour sa traduction des œuvres de Virgile, laquelle est également appréciée pour le sérieux de ses recherches historiques, mais critiquée pour son manque de fidélité.

## Publications
- Histoire des anabaptistes, contenant leur doctrine, les diverses opinions qui les divisent en plusieurs sectes, les troubles qu'ils ont causés et enfin tout ce qui s'est passé de plus considérable à leur égard, depuis l'an 1521 (1695)
- Histoire générale de l'empire du Mogol, depuis sa fondation, sur les mémoires portugais de M. Manouchi (1705-1715)
- Histoire romaine, avec des notes historiques, géographiques et critiques, avec Pierre-Julien Rouillé (21 volumes, 1725-1748)
- Histoire des trembleurs (1733)

Traduction
- Virgile :  Les Œuvres, traduction nouvelle, avec des notes critiques et historiques (6 volumes, 1716)

## Sources
- The Catholic Encyclopedia, 1913, et Pierre Larousse, Grand Dictionnaire universel du XIXe siècle, vol. III, 1867, p. 454.

- Notices d'autorité :   - VIAF
  - ISNI
  - BnF (données)
  - IdRef
  - LCCN
  - GND
  - Italie
  - Pays-Bas
  - Pologne
  - NUKAT
  - Catalogne
  - Vatican
  - Tchéquie
  - Grèce
  - WorldCat